# Grupo Especial Móvil Antinarcóticos
El GEMA o Grupo Especial Móvil Antinarcóticos es una rama auxiliar de la Policía Nacional del Ecuador especializada en combatir el narcotráfico.

## Historia
En la década de los noventa, cuando en Colombia reinaba Pablo Escobar y en Ecuador su contraparte hacía lo mismo, el grupo autodenominado como 'Los Reyes Magos' (liderado por el gran precursor de los grandes narcotraficantes en Ecuador, Jorge Hugo Reyes Torres, gran socio Ecuatoriano de Pablo Escobar por muchos años), se constituyó el grupo antinarcóticos.
Fue a raíz del asesinato de cerca de 30 de sus miembros, que el grupo cambia su táctica de mantenerse en un lugar fijo, para volverse móvil sin cuarteles ni destacamentos fijos, tan solo uno de entrenamiento, en la localidad de Baeza, ubicada en la provincia de Napo, en el oriente ecuatoriano. Es por este hecho que hasta el nombre cambia al actual GEMA.
Porque la historia comienza en el Putumayo cuando los policías del Grupo de Operaciones Fluviales fueron emboscados por las FARC, donde cayeron abatidos gran parte de sus miembros. De esta manera se forma el mejor grupo de la policía ecuatoriana con apoyo del gobierno norteamericano.

## Funciones
El GEMA nació para combatir las sucursales de los carteles colombianos, asentados en el país. El primero en ser desmantelado por esta unidad de la policía fue el Cártel de 'Los Reyes Magos', el cual debía su nombre por el apellido del capo Jorge Hugo Reyes Torres, gran socio de Pablo Escobar en Ecuador y quien dirigía la filial del Cártel de Medellín, en Ecuador. Esta Dirección dispone de un total de 473 vehículos, de los cuales 410 fueron entregados por la Embajada de Estados Unidos a través de la Agencia de Seguridad Nacional (NSA), así como un total de 1.420 armas de diferentes calibres.
- Datos: Q6440650